# Ute Krämer (Pflanzenphysiologin)
Ute Krämer (* 9. August 1969) ist eine deutsche Pflanzenphysiologin und Hochschullehrerin an der Ruhr-Universität Bochum.

## Leben und Wirken
Krämer studierte ab 1989 Biochemie an der Universität Hannover, wo sie 1992 ihren Abschluss machte. Anschließend erstellte sie als Rhodes-Stipendiatin an der University of Oxford ihre Promotion, die sie 1996 abschloss. In der Folge war Krämer als Postdoktorandin am AgBiotech Center der Rutgers University. 1998 kehrte sie als wissenschaftliche Assistentin an der Universität Bielefeld nach Deutschland zurück. 2000 wechselte sie als Leiterin der Nachwuchsgruppe „AG Schwermetallhaushalt“ an das Max-Planck-Institut für molekulare Pflanzenphysiologie in Potsdam. 2006 wurde sie von Universität Potsdam habilitiert. Von 2007 bis 2009 leitete sie die Arbeitsgruppe „Evolutionary Functional Genomics & Metal Homeostasis Networks“ am BioQuant-Forschungszentrum der Universität Heidelberg. 2009 wechselte sie an die Universität Bochum, wo sie seitdem den Lehrstuhl für Molekulargenetik und Physiologie der Pflanzen innehat. Seit 2018 ist Krämer Mitglied der Nordrhein-Westfälischen Akademie der Wissenschaften und der Künste. 2021 wurde sie zum Mitglied in die Deutsche Akademie der Naturforscher Leopoldina gewählt.
Krämers Forschungsschwerpunkte liegen in der molekularen Pflanzenphysiologie, der Genomik, den Pflanze-Umwelt-Interaktionen, der Akklimatisation und der evolutionären Anpassung. Ihre Arbeiten tragen zu einer Steigerung von Qualität und Ertrag im Pflanzenanbau auf unfruchtbaren Böden bei und fördern die Entwicklung von pflanzenbasierten Umwelttechnologien zur Bodenreinigung oder zur nachhaltigen Rohstoffgewinnung.
Dabei widmet sie sich vor allem den pflanzlichen Interaktionen mit der lokalen Bodenzusammensetzung. Diese untersucht sie auf der Ebene von molekular-physiologischen Mechanismen und im ökologischen und evolutionären Kontext. Hierbei konzentriert sie sich auf die Erforschung der Notwendigkeit von Nährstoffmetallen, wie Eisen, Zink und Kupfer, sowie chemisch ähnlichen Schwermetallen wie Cadmium, Blei und Nickel. Sie untersucht die genetische Basis und die molekular-physiologischen Mechanismen von Toleranz gegenüber Schwermetallen in Extremophyten. In dieser Richtung orientiert sich auch ihre Forschung zur Schwermetall-Hyperakkumulation von Pflanzen. In dem Modellorganismus der Hallerschen Schaumkresse erforscht sie insbesondere deren genetische und ökologische Ursachen. Anhand der Modellpflanze Acker-Schmalwand analysiert sie die Funktionen wichtiger Komponenten der molekularen Netzwerke des Haushalts lebensnotwendiger Metalle, daran beteiligte Akklimatisationsvorgänge und ihre regulatorische Integration mit dem Stoffwechsel, Wachstum und Entwicklung.